# Лисовский, Станислав Игнатьевич
Станислав Игнатьевич Лисовский (16 апреля 1902, Кишинёв — 3 декабря 1957, Москва) — советский и польский военачальник, генерал-лейтенант Вооружённых сил СССР (11 июля 1945), генерал дивизии Народного Войска Польского (апрель 1946).

## Биография

Могила Лисовского на Преображенском кладбище Москвы

Родился 16 апреля 1902 года в Кишинёве. В 1920 году пошёл на службу в Рабоче-Крестьянскую Красную Армию. Участвовал в боях Гражданской войны. После её окончания продолжил службу в армии, окончил Петроградскую военно-инженерную школу и направлен на службу в части Белорусского военного округа. В 1933 году за «успехи в боевой и политической подготовке в период технического перевооружения» Лисовский был награждён орденом Ленина.
В 1937 году Лисовский был арестован по ложному обвинению, но год спустя оправдан и освобождён. С начала Великой Отечественной войны находился в действующей армии. С ноября 1941 года принимал активное участие в обороне Ленинграда, был помощником начальника танковой переправы через реку Нева, начальником инженерных войск Невской оперативной группы. Принимал активное участие в Синявинской наступательной операции, неоднократно попадал под массированные немецкие авианалёты и артобстрелы. В январе 1943 года Лисовский занял должность заместителя командующего — начальника инженерных войск 67-й армии. В этом качестве активно участвовал в прорыве блокады Ленинграда.
В ходе последующих боёв командовал инженерным полком, успешно руководил его действиями во время битвы за Днепр. 13 сентябр] 1944 года Лисовскому было присвоено воинское звание генерал-майора инженерных войск. В апреле 1944 года он был отозван с фронта в Москву и как поляк по национальности назначен на должность командующего инженерными войсками Войска Польского. Находился на этой должности до самого конца войны, получив звание бригадного генерала Войска Польского. В апреле 1946 года Лисовский вернулся из Польши в СССР и продолжил службу в Советской Армии, командовал инженерными войсками ряда военных округов. 11 июля 1946 года ему было присвоено воинское звание генерал-лейтенанта инженерных войск. Скончался 3 декабря 1957 года, похоронен на Преображенском кладбище Москвы.
Был награждён двумя орденами Ленина, тремя орденами Красного Знамени, орденами Кутузова 2-й степени и Отечественной войны 1-й степени, рядом советских и польских наград. Среди последних — орден Креста Грюнвальда II степени (1945) и орден Virtuti Militari IV степени (11 мая 1945).

### На русском
- Бычевский Б. В. Город-фронт. — Л.: Лениздат, 1967.
- Под общей редакцией Жигайло В. В. Старейшее инженерное. Исторический очерк. — Калининград: «Калининградская правда», 1978.
- Хренов А. Ф. Мосты к победе. — М.: Воениздат, 1982.
- Цирлин А. Д., Бирюков П. И., Истомин В. П., Федосеев Е. Н. Инженерные войска в боях за Советскую Родину. — М.: Воениздат, 1970.

### На польском
- H. P. Kosk «Generalicja polska» t. 1 wyd. Oficyna Wydawnicza «Ajaks» Pruszków 1998.
- Z. Barszczewski. Sylwetki saperów. — Warszawa: Wydawnictwo Bellona, 2001. — ISBN 83-11-09287-7.
- Janusz Królikowski. Generałowie i admirałowie Wojska Polskiego 1943-1990. — Toruń, 2010. — Т. II: I-M.
- Kazimierz Konieczny, Henryk Wiewióra. Karol Świerczewski Walter. Zbiory Muzeum Wojska Polskiego w Warszawie. — Warszawa: Wydawnictwo „Nasza Księgarnia”, 1971.